# Soukous
Soukous (também conhecido como Lingala ou Congo, e anteriormente como Rumba africana) é um gênero musical que surgiu nos dois países vizinhos do Congo Belga e Congo francês durante a década de 1930 e início de 1940, e que ganhou popularidade por toda a África.